# Muzeum Ziemi Jutrosińskiej w Jutrosinie
Muzeum Ziemi Jutrosińskiej w Jutrosinie – muzeum z siedzibą w Jutrosinie. Placówka jest miejską jednostką organizacyjną, działającą w ramach Miejsko-Gminnego Ośrodka Kultury. Siedzibą muzeum są pomieszczenia Zespołu Szkół im. Jana Pawła II.
Muzeum zostało otwarte w sierpniu 2002 roku z inicjatywy Towarzystwa Miłośników Ziemi Jutrosińskiej. Otwarcia dokonała Krystyna Łybacka - ówczesna minister edukacji i sportu. Zbiory zgromadzone w muzeum zostały zebrane przez członków Klubu Kolekcjonerów "Jutrosza" oraz pochodzą z darowizn osób fizycznych i sponsorów.
Na muzealną kolekcję składają się głównie pamiątki kultury materialnej, związane z historią miasta i okolicy. Wśród zbiorów znajdują się m.in. dawne przedmioty codziennego użytku, zdjęcia i dokumenty, elementy architektoniczne, zbiory sztuki (rzeźba, malarstwo), militaria (mundury, odznaczenia), a także stroje ludowe i narzędzia rolnicze.
Muzeum jest obiektem całorocznym, czynnym codziennie w dni robocze, natomiast w weekendy - po przednim uzgodnieniu z kustoszem. Wstęp jest wolny.